# Sulawesimorkulla
Sulawesimorkulla (Scolopax celebensis) är en vadarfågel i familjen snäppor som förekommer i Indonesien.

## Utseende och läten
Sulawesimorkullan är en stor (30–33,5 cm) morkulla med kraftig näbb. Ovansidan är endast svagt fläckad och undersidan helt obandad. Jämfört med liknande moluckmorkullan (Scolopax rochussenii) är fläckarna ovan mindre och mer rödbruna än gulbeige. Morkullan förekommer inte normalt på Sulawesi, dock övervintrande i Filippinerna, men denna är mindre med ljusare ovansida och mycket mer tecknad undersida. Inget är känt om dess läte.

## Utbredning och systematik
Sulawesimorkulla förekommer enbart i bergsskogar på Sulawesi i Indonesien. Den delas oftast in i två underarter med följande utbredning:
- Scolopax celebensis heinrichi — förekommer på nordöstra Sulawesi
- Scolopax celebensis celebensis – förekommer på centrala Sulawesi

Vissa behandlar den som monotypisk, det vill säga att den inte delas in i några underarter.

## Levnadssätt
Fågeln hittas i tät skogsmark på mellan 1100 och 2500 meters höjd, framför allt med tillgång på öppen och fuktig mark. Inget är känt om vare sig dess föda eller häckningsbiologi.

## Status och hot
Arten har ett stort utbredningsområde, men tros minska i antal, dock inte tillräckligt kraftigt för att den ska betraktas som hotad. Internationella naturvårdsunionen IUCN listar arten som livskraftig (LC).